# Nurmeniidi nina
Nurmeniidi nina är en udde i Estland.   Den ligger i landskapet Saaremaa (Ösel), i den västra delen av landet, 220 km sydväst om huvudstaden Tallinn. Nurmeniidi nina ligger på ön Ösel.
Terrängen inåt land är platt. Havet är nära Nurmeniidi nina åt nordväst. Runt Nurmeniidi nina är det mycket glesbefolkat, med 7 invånare per kvadratkilometer. Närmaste större samhälle är Salme alevik, 14,2 km nordost om Nurmeniidi nina.